# Porječje
 Ovo je glavno značenje pojma Porječje. Za druga značenja pogledajte Porječje (razdvojba).
Porječje ili poriječje je područje s kojeg svi vodotoci teku prema jednoj rijeci. 
Porječja svih rijeka koja teku prema istom moru, jezeru ili oceanu čine slijev.